# Sylvia Likens meggyilkolása
Sylvia Marie Likens (1949. január 3. – 1965. október 26.) egy amerikai kamasz volt, akit a gondviselője, Gertrude Baniszewski és családja, illetve pár környékbeli fiatalkorú, kínzott és gyilkolt meg 1965-ben az Indiana állambeli Indianapolisban. A bántalmazás három hónapig tartott, ami fokozatosan egyre durvább és kegyetlenebb lett, a súlyos sérülések és éheztetés miatt a 16 éves Likens szervezete annyira legyengült, hogy október 26-án belehalt a gyötrelmeibe.
Sylvia Likens Lebanonban, Indianában született. Szülei mutatványosok voltak, akik sokat utaztak, ezért lányaikat gyakran bízták ismerősökre, rokonokra. Négy testvére volt: Daniel és Diana Likens (ikrek), Jenny és Benny Likens.
Gertrude Baniszewski (szül. Van Fossan) (1928. szeptember 19. – 1990. június 16.) Indianában, Indianapolisban született. Szülei: Hugh Marcus Van Fossan, Sr. és Molly Myrtle (szül. Oakley). A pár 6 gyerekéből ő volt a harmadik. Születése után nem sokkal a család Illnoisba költözött. Édesapja 1939. október 5.-én, 50 évesen meghalt szívrohamban. Az akkor 11 éves Baniszewski végignézte apja haláltusáját, valószínűleg ez is befolyásolta a nő torz, érzéketlen jellemének kialakulását.
Baniszewski 1945-ben, 16 évesen otthagyta a középiskolát, 2 évvel később, 1947-ben pedig összeházasodott John Stephen Baniszewskivel, akitől 4 gyereke (Paula (1948), Stephanie (1950), John (1953), Marie (1954) született. A férfi rossz természetű volt, ennek ellenére 1955-ig együtt éltek. A válás után Baniszewski feleségül ment Edward Guthriehoz, akivel 3 hónap után elváltak. A nő ezután újra összejött volt férjével, akivel 1956-ban újra összeházasodtak. Ebből a házasságból 2 gyerek született: Shirley (1955) és James (1957). A pár végül 1963-ban másodszor is elvált. Hetekkel a válás után a nő összejött a 22 éves, tehát nála 13 évvel fiatalabb Dennis Lee Wrighttal, akitől még egy gyereke született (Dennis Lee, Jr., 1964). Wright erőszakos ember volt, verte Baniszewskit. Miután közös fiuk megszületett, a férfi elhagyta a nőt, aki így egyedül kényszerült ellátni a családot.
A Baniszewski család az anya különféle munkáiból élt ezután, Gertrude bérvasalást és mosást vállalt, hogy eltartsa a gyerekeket. A szegényes életkörülményeket a nő egészsége is megszenvedte: asztmás és depressziós lett.

## Az első találkozás
A Likens és a Baniszewski család először 1965 nyarán találkozott, miután Sylvia összeismerkedett a nála 1 évvel fiatalabb Stephanie-val. Sylvia és Jenny sokszor vendégeskedtek a családnál, összebarátkoztak. Miután a lányok anyja, Elizabeth Likens börtönbe került bolti lopásért, apjuk, Lester Likens nem tudta eltartani őket, és úgy érezte, az lesz a legjobb, ha Gertrude gondjaira bízza a lányokat. A fizetség ezért heti 20 dollár volt csekk formájában. Érdekesség, hogy a nő a férfinak Mrs. Wrightként mutatkozott be, holott Dennis Lee Wrighttal nem házasodtak össze. Továbbá, Lester úgy bízta a nőre a gyerekeket, hogy nem járt a család házában soha, így nem tudhatta, hogy az ingatlanban nem volt tűzhely, mikrohullámú sütő, elég evőeszköz (csak 2 személyre való) és fekhely (a gyerekek felének volt csak ágya).

## A borzalmak megkezdődnek
Bár az első 1 hét rendben lezajlott, Lester nem utalta át időben a 20 dollárt Gertrudénak, aki ezért bosszúból megverte a gyerekeket egy evezőlapáttal. A következő héten a lányok üres üvegeket gyűjtöttek, hogy így jussanak némi zsebpénzhez, amit aztán édességekre költöttek. Mikor hazaértek, Gertrude megvádolta őket, hogy lopták a pénzt, ezért pedig ismét elverte a lányokat. Nem sokkal ezután, amikor a család hazaért a vasárnapi istentiszteletről, a gyerekek elmondták az anyuknak, hogy szerintük a tisztelet utáni pikniken Sylvia undorítóan sokat evett. Erre válaszul Gertrude megetetett a lánnyal egy borzasztóan csípős hot dogot, amit kihányt, ezután pedig a hányadékot is újra meg kellett ennie.
Az első hetekben Lester és az időközben szabadult Elizabeth többször is meglátogatta a családot, ám ekkor Sylvia és Jenny (valószínűleg Gertrude fenyegetése miatt) nem beszéltek nekik a mostoha körülményekről.
Miután Gertrude megtudta, hogy Sylviának már volt korábban fiúbarátja, prostinak nevezte a lányt, többször ágyékon rúgta és megtiltotta neki, hogy leüljön a házban (engedély nélkül). Ezen kívül azt is híresztelte a környéken, hogy a lány gyereket vár.
A rúgások másnapján Sylvia és Jenny bosszúból azt mondták az iskolában, hogy látták, amint Paula és Stephanie pénzért fekszik le fiúkkal. A vád nem volt alaptalan, Stephanie ugyanis nyílt kapcsolatot folytatott Coy Hubarddal, egy környékbeli diákkal, Paula pedig terhes volt; egy nős férfi gyerekét hordta a szíve alatt. A pletykák Coy fülébe jutottak, aki délután átment Baniszewskiékhez, és megverte Sylviát. Gertrude ettől vérszemet kapott és biztatni kezdte a környékbeli gyerekeket, hogy nyugodtan jöjjenek át hozzájuk, és éljék ki a dühüket a lányon. Ezen kívül álnok pletykákat terjesztett a környéken a lányról, hogy az ottani gyerekeket Sylvia ellen fordítsa.
A terv bejött, a lányt a szomszéd gyerekek egész nyáron verték. Ősszel aztán egyik nap Sylvia azzal jött haza az iskolából, hogy szüksége lenne egy új tornanadrágra, de erre az asszony azt felelte, hogy nekik nem telik rá. Sylvia ezért végül ellopott egy nadrágot az iskolából, amiért büntetésből Gertrude cigarettacsikkeket nyomott el a lány ujjbegyein, és szíjjal elverte.
Ezután Sylvia ismét üdítőspalackok révén próbált zsebpénzhez jutni, ami miatt Gertrude ismét prostinak nevezte, továbbá arra kényszerítette, hogy a fiainak sztriptízeljen a nappaliban, valamint egy coca colás üveggel önkielégítésen. Utóbbi miatt a lánynak vizelettartási gondjai támadtak, ezért Gertrude úgy döntött, nem lehet tovább a ház lakói között, és a szerencsétlen Sylviát a pincébe zárta, ahol kikötözte.
Sylviának ettől kezdve lent kellett laknia. Ekkoriban váltak rendszeressé Gertrude és a gyerekek részéről a "fürdetések". Ez annyit takart, hogy Sylviát időnkként megkötözve belemártották egy kád forró vízbe, égési sérüléseit pedig utólag sóval dörzsölték be.
Itt jött a képbe Ricky Hobbs, egy 14 éves szomszéd, aki Gertrude segítője volt a kínzásokban. A fiú kitűnő tanuló volt, korábban nem volt ügye a rendőrséggel, de a nő tett róla, hogy megváltozzon. A fiú szerepe az ügyben a mai napig sem tisztázott, valószínűleg Gertrude a szeretőjévé tette meg, így csábította őt arra, hogy Sylviát bántsa. Sylviából valóságos vásári portéka lett, a család ugyanis belépti díjat szedett a szomszéd gyerekektől, akik nemcsak megcsodálhatták a kikötözött lányt, de akár a lépcsőn is lelökhették, ha úgy akarták.
A lány csak keveset kapott enni, és amikor igen, akkor is megalázták (többször kellett megennie a saját ürülékét, illetve a csak 1 éves Dennis pelenkájának tartalmát).
Jenny végül kapcsolatba lépett idősebb nővérével, Dianával, aki bár eleinte nem hitt neki, később mégis meglátogatta a lányokat, ám Gertrude nem engedte be a házba. A lány ezért elbújt a kertben, majd amikor Jenny kiment oda, odament hozzá. A kislány azt mondta, most nem beszélhetnek, és elszaladt. Diana ekkor már érezte, hogy valami nincs rendben, és értesítette a gyámügyet, akik kiküldtek egy szociális munkást a Baniszevski-házhoz. Amikor a munkás Sylvia felől kérdezett, Gertrude azt hazudta, hogy kirúgta a lányt a házból, amiért prosti lett. A nő megfenyegette Jennyt, ha ezt nem erősíti meg, ő is a nővére mellé kerül a pincébe. A kislány ezért megerősítette az állítást. A munkás azt írta később a jelentésébe, hogy a család további ellenőrzése nem szükséges.

## Az események innentől kezdve napokra bontva folytak
Október 21. – John és James, anyjuk utasítására, felhozzák Sylviát a pincéből, és egy ágyhoz kötözik. Gertrude azt igéri a lánynak, ha kibírja, hogy az éjszaka folyamán nem vizel be, nem kell visszamennie a pincébe. Sylvia nem tudja visszatartani, így Gertrude másnap újabb kegyetlenségeket követ el (a lánynak ismét sztriptízelnie kell, és előkerül újra a kólásüveg is). Mialatt Sylvia felöltözik, Gertrude újra előhozza a pletykát, amit a lány és Jenny Pauláról és Stephanieról terjesztett, majd azt mondja: "Mebgélyegezted a lányaimat, ezért most én is megbélyegezlek téged." A lányt ezután lefogták, leteperték, megkötözték, száját kipeckelték, Marie pedig felforrósított egy varrótűt, amivel Gertrude egy I és egy M feliratot vésett a lány hasába. Ezután a "művet" Ricky Hobbs folytatta, aki a "prostitute" (prostituált) szót véste a lány hasába, de mivel nem volt biztos a helyesírásban, Gertrude leírta neki egy papírra. A lány hasára végül az alábbi felirat került: I'm a prostitue, and proud of it (Én prostituált vagyok, és büszke rá). Gertrude ezután magára hagyta a gyerekeket, akik úgy döntöttek, kiegészítik a feliratot egy S betűvel, ami a slave (szolga) szó szimbóluma lett volna. A betű alsó szárát Ricky Hobbs kerekítette, de ekkor valamiért meggondolta magát, és próbálta Jennyt kényszeríteni, hogy befejezze. A lány azonban nem állt kötélnek, így végül Mariera bízta a feladatot, aki viszont elrontotta, és így Sylvia hasára S betü helyett a 3-as szám került.
Sylvia a borzalmakat beletörődéssel viselte. Amikor Gertrude megkérdezte, hogy mit fog tenni most, mivel így már nemcsak férjhez nem mehet, de még le sem vetkőzhet mások előtt, azt felelte, teljesen mindegy, a felirat már úgyis ott van.
A lányt ezután visszavitték a pincébe, ahol még utoljára megverték. Jenny később elmondta a hatóságoknak, hogy aznap éjjel lent járt a nővérénél, aki elmondta neki, úgy érzi, haldoklik. Szintén aznap éjjel a lányt felvitték a pincéből egy ágyba, ahol másnap délig hagyták aludni. Miután felébredt, megfürdették, felöltöztették, majd Gertrude egy levelet diktált le a lánynak.
A levelet Lesternek és Elizabethnek címezték, az állt benne, hogy lányuk egy csapat fiúval töltötte az estét, akik fizetséget ígértek, viszont megverték és a hasára vésték a feliratot. Leirták továbbá, hogy a lányok gondozása mennyire leterheli Gertrudét (vagy ahogy a levélben volt, Gertiet), akinek amúgy is nehéz eltartani a 7 saját gyerekét.
A levél megírása után felvetették, hogy kiviszik Sylviát egy roncstelepre vagy szeméttelepre, és ott hagyják meghalni. Ezt maga Sylvia is meghallotta, és úgy döntött, nem hagyja magát. A lány kitörte az ajtót és szökni próbált, azonban egészségügyi állapota miatt végül elkapták és visszavitték a pincébe.
Október 25. – Sylvia egy vaslapáttal kalapálja a pince padlóját, így próbálva kijutni a házból. Mint később kiderült, a szomszédok ezt hallották, és ki akarták hívni a hatóságokat, de végül mégsem tették.

## Sylvia halála és a lebukás
Október 26. – Stephanie és Ricky felhozzák a lányt fürdetésre. Ruhástól teszik a kádba, de azzal a lendülettel ki is szedik, mivel a lány nem lélegzik. Sylvia ekkor már nem él. Stephanie próbálja újraéleszteni, sikertelenül. Miután megbizonyosodnak róla, hogy Sylvia nem él, a nő utasította a gyerekeket, hogy vigyék vissza a testet a pincébe, vetkőztessék le, és hívják ki a rendőrséget. Miután a rendőrök kiértek, Gertrude megmutatta nekik az általa írt levelet. A helyszínelés során Jenny odament az egyik rendőrhöz, és a fülébe súgta, hogy vigye ki onnan, akkor mindent elmond.
Miután a rendőrök eleget tettek a kérésének, Jenny elmesélt mindent, amit Baniszewskiék tettek. A családot még aznap letartóztatták, Ricky Hobbs-szal, Coy Hubarddal és néhány környékbeli gyerekkel együtt.

## A tárgyalások
Az ügyben 6 ember került bíróság elé:
Gertrude Baniszewski (36 éves)
Paula Baniszewski (17 éves)
Stephanie Baniszewski (15 éves)
John Baniszewski, jr. (12 éves)
Marie Baniszewski (11 éves)
Ricky Hobbs (14 éves)
Coy Hubbard (15 éves)
A vádlottakat gyilkosság gyanúja miatt állították bíróság elé.
A vádlottak ügyvédei egymás ellen dolgoztak: a gyerekek ügyvédei igyekeztek minden felelősséget Gertrudéra hárítani, a nőt viszont a saját ügyvédje egy megtört asszonynak próbálta beállítani. Az utolsó szöget végül Baniszewski maga verte be, mikor bizarr történeteket mesélt Sylviáról, aki ezekben a környék legnépszerűbb prostija volt, viselkedése pedig vitákat generált otthon. Marie ugyanis a kihallgatásán ezt alátámasztotta, de végül megtört és mindent bevallott.
Az ügyben a következő ítélet született: 
Gertrude Baniszewski: életfogytig tartó börtönbüntetés (fellebbezett)
Paula Baniszewski: 3 év letöltendő börtönbüntetés
John Baniszewski: letöltendő börtönbüntetés (fiatalkorúak börtöne).
Ricky Hobbs: letöltendő börtönbüntetés (fiatalkorúak börtöne, 1968 körül szabadult)
Coy Hubbard: letöltendő börtönbüntetés
Stephanie Baniszewskit és Marie Baniszewskit felmentették a gyilkosság vádja alól
Gertrude Baniszewski fellebbezett az ítélet ellen, így az ügyét újratárgyalták, de végül újra életfogytiglant kapott.
Érdekesség, hogy Paula Baniszewski tárgyalását félbe kellett hagyni, a nőnek ugyanis elfolyt a magzatvize. Paulát kórházba szállították, ahol megszülte kislányát. A lány, nagyanyja után a Gertrude nevet kapta.

## Az érintettek utóélete
Letartóztatottak:
Gertrude Baniszewski az életfogytiglanból 20 évet töltött le. A börtönben mintarabként viselkedett, a többi nő szerette, anyunak szólította. 1985-ben, a gyilkosság 20. évfordulóján benyújtotta szabadlábra helyezési kérelmét, amit a bírák 3:2 arányban megszavaztak. Amikor ez kiderült, Jenny Likens petíciót indított, amiben kérte, hogy a nőt ne engedjék ki. A petíciót 40 000 ember írta alá, de a nő így is szabadlábra került. Utólag azt vallotta, nem emlékszik, mi történt 1965-ben, de vállal minden felelősséget a történtekért és kegyelmet kér. Szabadulása után Iowában telepedett le lányával, Paulával és unokájával. Végül itt halt meg 1990. június 16-án. Utolsó éveiben a Nadine Van Fossan nevet használta.
Paula Baniszewski a 3 év letöltése után szabadult (feltételesen). Szabadulása után lányával, Gertrudéval iowában telepedtek le, Marshalltownban. A nő jelenleg is itt él. Paula 74 éves, megbánást sosem tanúsított.
John Baniszewski szintén letöltötte a büntetését. Szabadulása után nevet változtatott (John Blake az új neve), és diakónusnak állt. Bűneit megbánta és felelősséget is vállalt értük. 2005. május 19-én halt meg Lancasterben, Pennysilvaniában.
Coy Hubbard letöltötte a büntetését. Szabadulása után tovább bűnözött. 2007. június 23-án halt meg 57 évesen.
Ricky Hobbs 1968-ban, 17 évesen szabadult. Ekkor már sok pszichés betegség kínozta, ami miatt láncdohányos lett. Végül 21 évesen, 1972. január 2-án halt meg Indianában, Indianapolisban.
Marie Baniszewski férjhez ment és 3 gyereke született, de mindhármójukat túlélte. 2017. június 8-án halt meg Marion megyében, Indianapolisban.
Többiek:
Lester és Elizabeth Likens a történtek után nem sokkal, 1967-ben elváltak. Elizabeth 1998-ban, Lester 2013-ban halt meg.

## Feldolgozások
Jack Ketchum amerikai író könyvet írt az esetről A szomszéd lány címmel. A könyvet 2007-ben megfilmesítették. A filmben Sylvia Likenst (filmes nevén Meg Loughlin) Blythe Auffart, míg Gertrude Baniszewskit (filmes neve Ruth Chandler) Blanche Baker játszotta. A film javarészt pozitív kritikákat kapott.
Ugyanezen évben az ügyet egy másik film, az An American Crime: Bűnök is feldolgozta. Itt Sylva-t Elliott Page, míg Gertude-t Catherine Keener alakította. A film vegyes kritikákat kapott.